# Athrycia impressa
Athrycia impressa là một loài ruồi trong họ Tachinidae.